# Канализационный люк
Канализационный люк над смотровым колодцем — сооружение для доступа к подземным коммуникациям, таким, как сточная, ливневая, кабельная или трубопроводная канализация.

## Разновидности

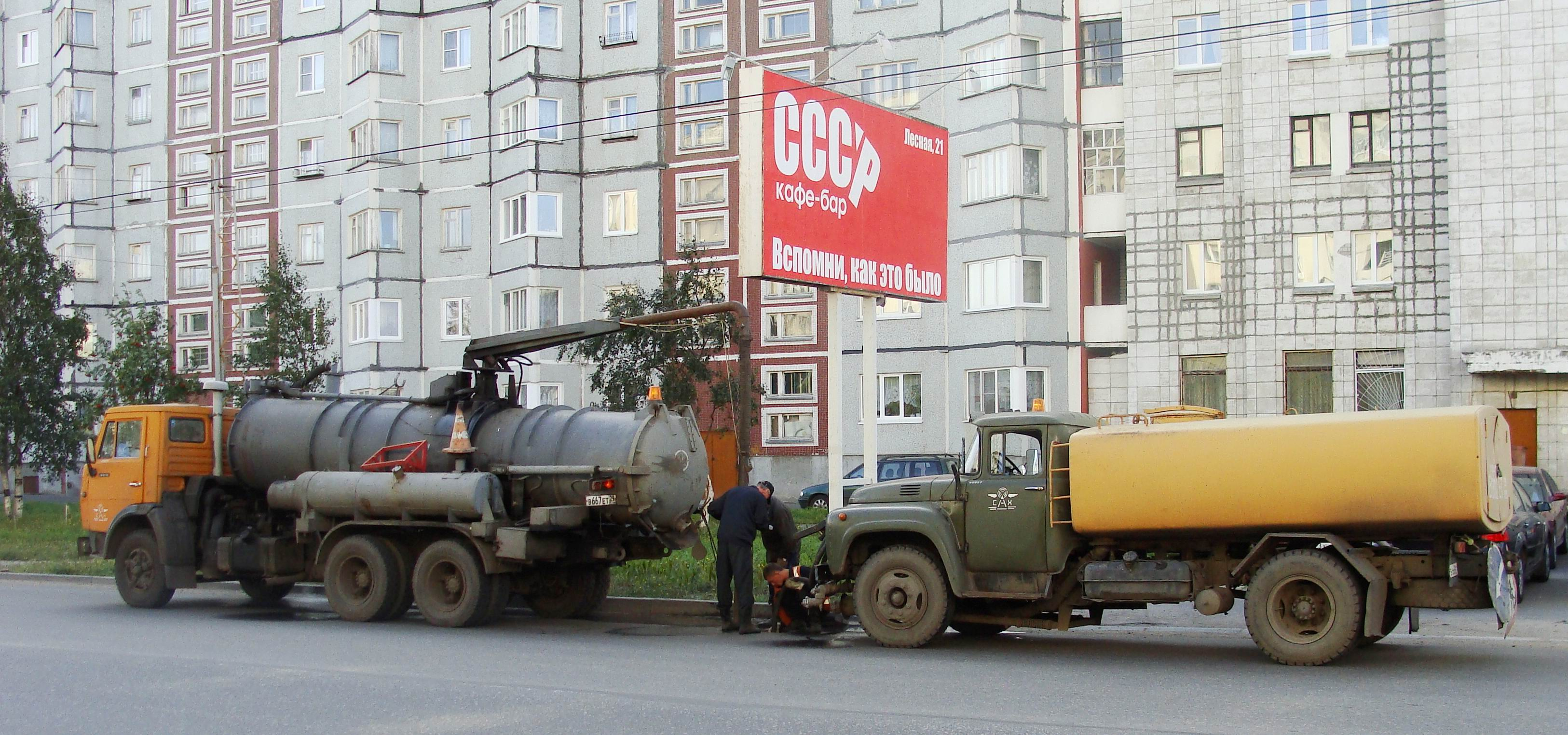
Обслуживание канализации

Канализационные люки различаются конструкцией, типом проходящих под ними коммуникаций, материалами для изготовления.
Типы люков: Л, С, Т, ТМ. Ранее действовал ГОСТ 3634-89. Люки чугунные для смотровых колодцев. Технические условия. Действует ГОСТ 3634-2019 Люки смотровых колодцев и дождеприемники ливнесточных колодцев. Технические условия .
По типу подземных коммуникаций различают люки:
- Санитарно-бытовой канализации (чаще всего без обозначений; может обозначаться буквами К, ГК (городская канализация) на крышке люка)
- Кабельной канализации (телефонный люк), возможны обозначения:
  - ГТС (городская телефонная сеть),
  - МТ (междугородный телефон),
  - НКПТ (Народный комиссариат почт и телеграфов),
  - НКС (Народный комиссариат связи),
  - МС (Министерство связи),
  - МГТС (Московская городская телефонная сеть),
  - К (кабель),
  - Т (телефон),
  - ТС (телефонная связь). ГТСЛ (лёгкие) ГОСТ 8591-76. Предельная нагрузка 6,8 т.,
  - ГТСТ (тяжёлые) ГОСТ 8591-76. Предельная нагрузка 17 т.
- Водопроводный (возможны буквы В, ВД, ГВ (городской водопровод))
- Газопроводный (возможны буквы МГ; люк всегда должен быть жёлтого цвета)
- Теплопроводный (возможны буквы ТС (теплосеть); люк возможен зелёного цвета)
- Пожарный гидрант подземный (возможны буквы Г, ПГ; люк может быть красного цвета, однако ГОСТом 8220-85 «Гидранты пожарные подземные. Технические условия» требований по окраске люков не установлено.)
- Ливневой канализации (возможна буква Д (дренаж)). Дождеприёмники. ДК тип «Т» ГОСТ 26008-83, ДБ-1 ГОСТ 26008-83 решётка.

Тип (обозначение по ГОСТ 3634-2019):
- ЛМ(А15) — Лёгкий малогабаритный люк
- Л(А15) — Лёгкий люк
- ЛУ(А30) — Лёгкий усиленный люк
- С(В125) — Средний люк
- Т(С250) — Тяжёлый люк
- ТМ(Д400) — Тяжёлый магистральный люк
- СТ(Е600) — Сверхтяжёлый люк
- СТУ(Ф900) — Сверхтяжёлый усиленный люк
- Д(А15) — Малый дождепрёмник
- ДБ1, ДБ2(В125) — Большой дождеприёмник
- ДМ1, ДМ2(С250) — Магистральный дождеприёмник
- ДУ1, ДУ2(Д400) — Усиленный дождеприёмник
- ДС1, ДС2(Е600) — Сверхтяжёлый дождеприёмник
- КЛ(А30) — Лёгкий ковер
- КС(В125) — Средний ковер
- КТ(С250) — Тяжёлый ковер

### Выпускаются
- ЛЮКИ ЧУГУННЫЕ ЛЁГКИЕ. Тип Л. Номинальная нагрузка 1,5 т. ГОСТ 3634-99
- ЛЮКИ ЧУГУННЫЕ СРЕДНИЕ. Тип С. Номинальная нагрузка 12,5 т. ГОСТ 3634-99
- ЛЮКИ ЧУГУННЫЕ ТЯЖЁЛЫЕ. Тип Т. Буквенное обозначение люков: «К»; «В»; «Д»; «ТС». Номинальная нагрузка 25 т. ГОСТ 3634-99
- ЛЮКИ ЧУГУННЫЕ ТЕЛЕФОННЫЕ. ГТСЛ (лёгкие) ГОСТ 8591-76. Номинальная нагрузка 6,8 т., ГТСТ (тяжёлые) ГОСТ 8591-76. Номинальная нагрузка 17 т.
- ДОЖДЕПРИЁМНИКИ. ДК тип «Т» ГОСТ 26008-83, ДБ-1 ГОСТ 26008-83 решётка, номинальная нагрузка 12,5 т.

#### По конструкции
- Проходной
- Угловой
- Контрольный
- Станционный (для кабельной канализации)

#### По материалу
- Чугунные (серый чугун СЧ20, высокопрочный чугун ВЧ50)
- Чугунные в сочетании с бетоном
- Бетонные
- Полимерпесчаные
- Полимерные
- Полимерно-композитные

Фотографии крышек люков
Люк городской канализации завода фон Дитмара, Харьков, 1910-е годы
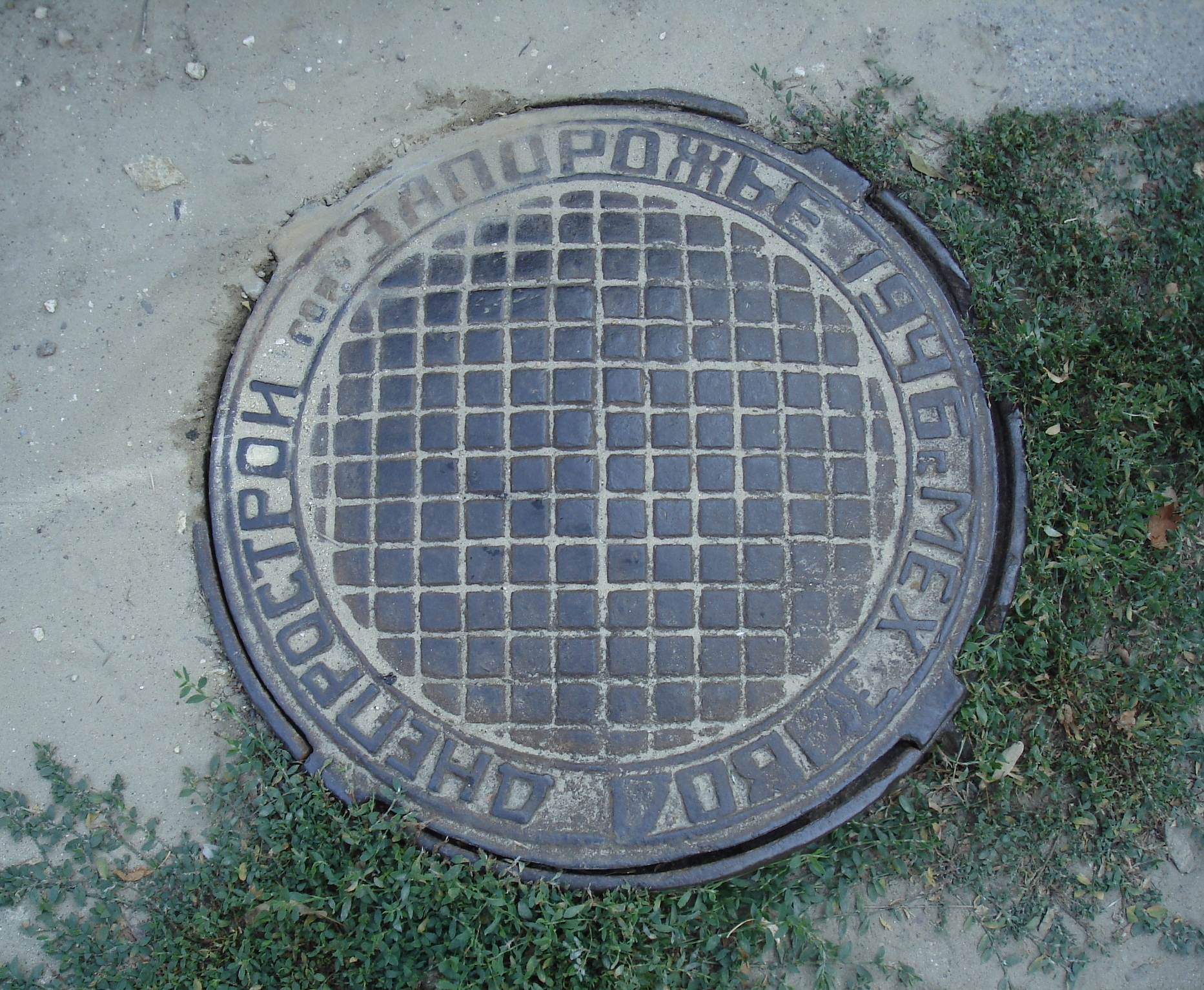
Люк Запорожского мех.завода, 1946
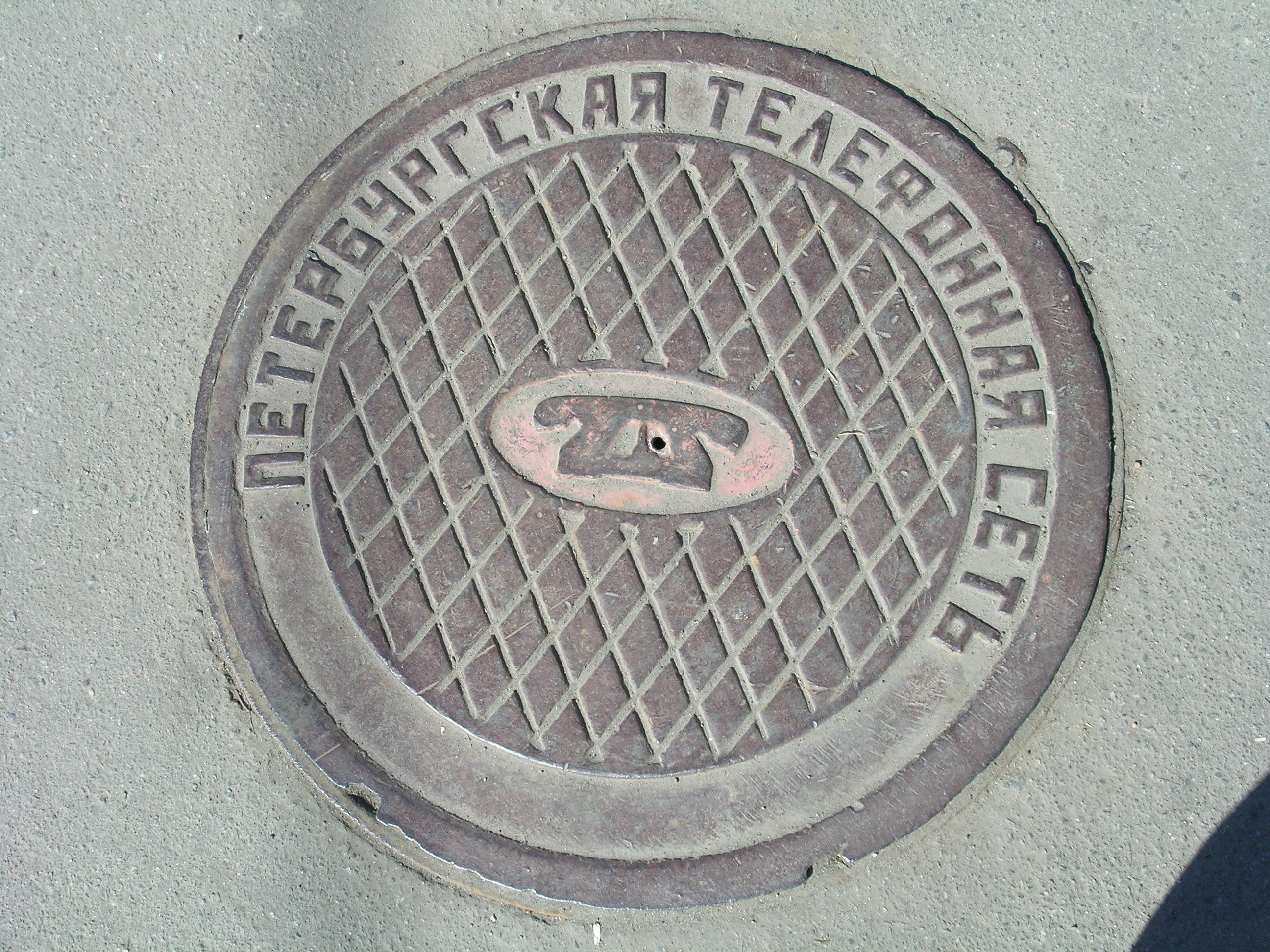
Телефонный люк в Санкт-Петербурге
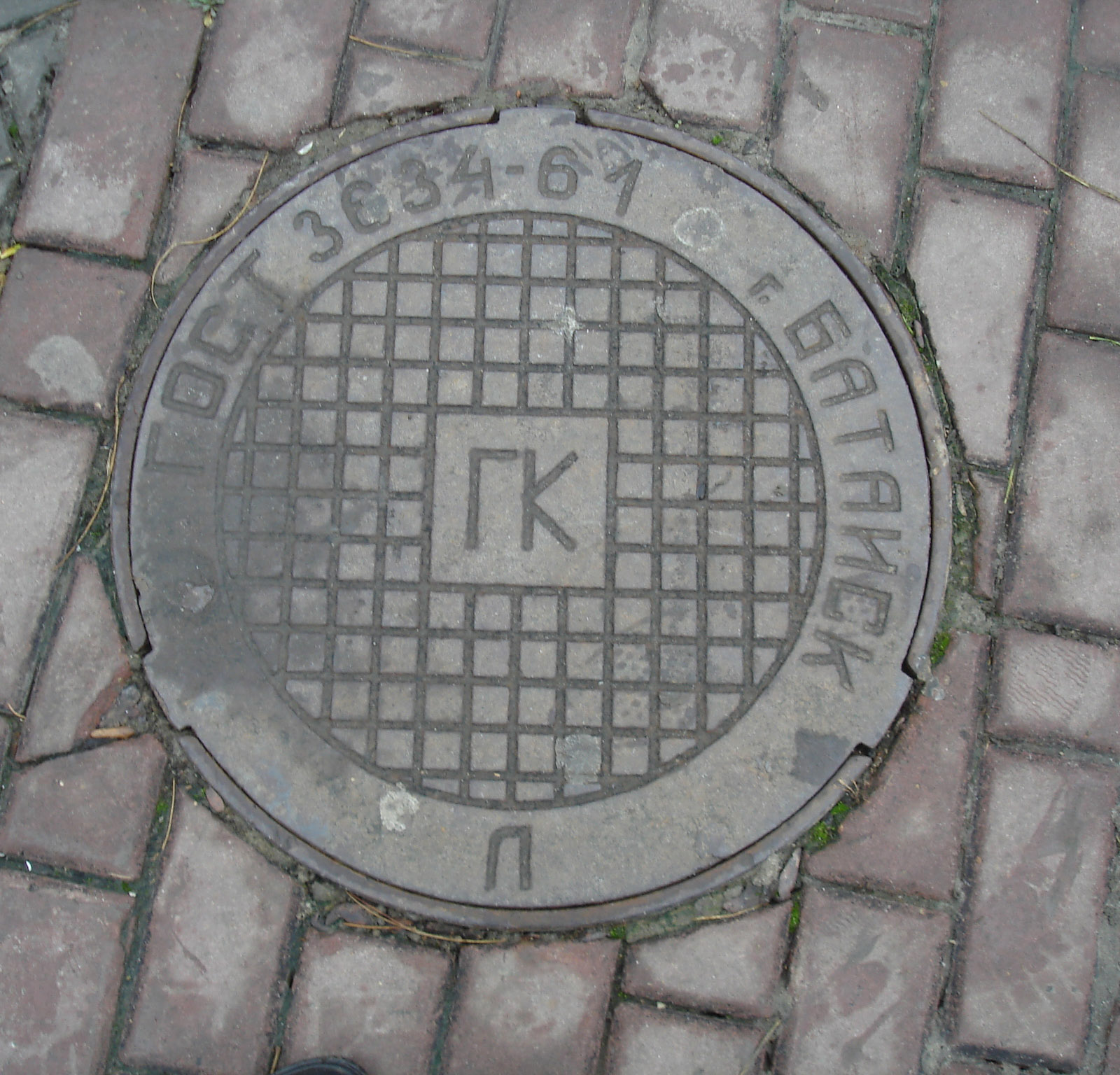
Люк гор.канализации в Батайске
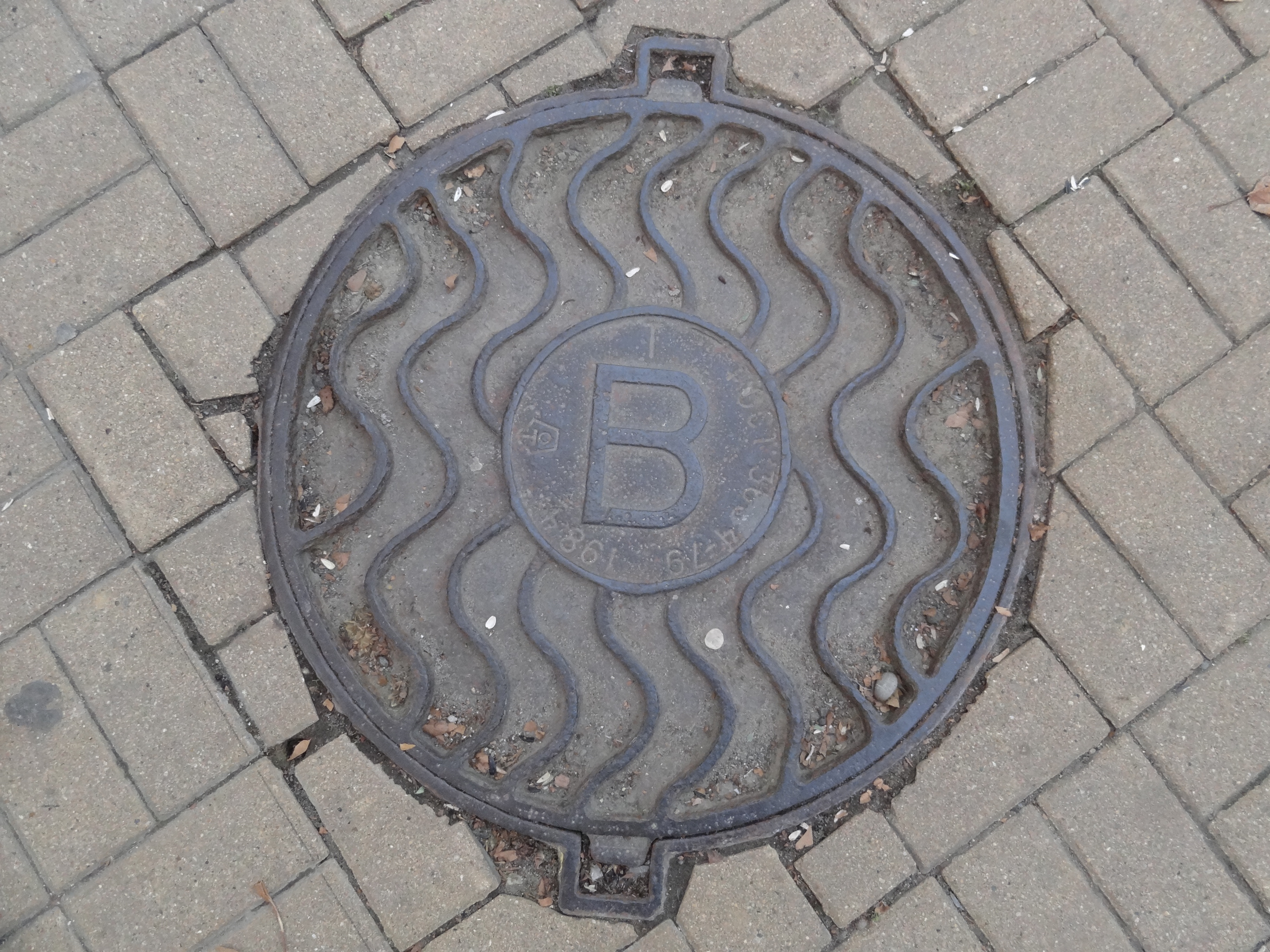
Люк водопровода в Сочи
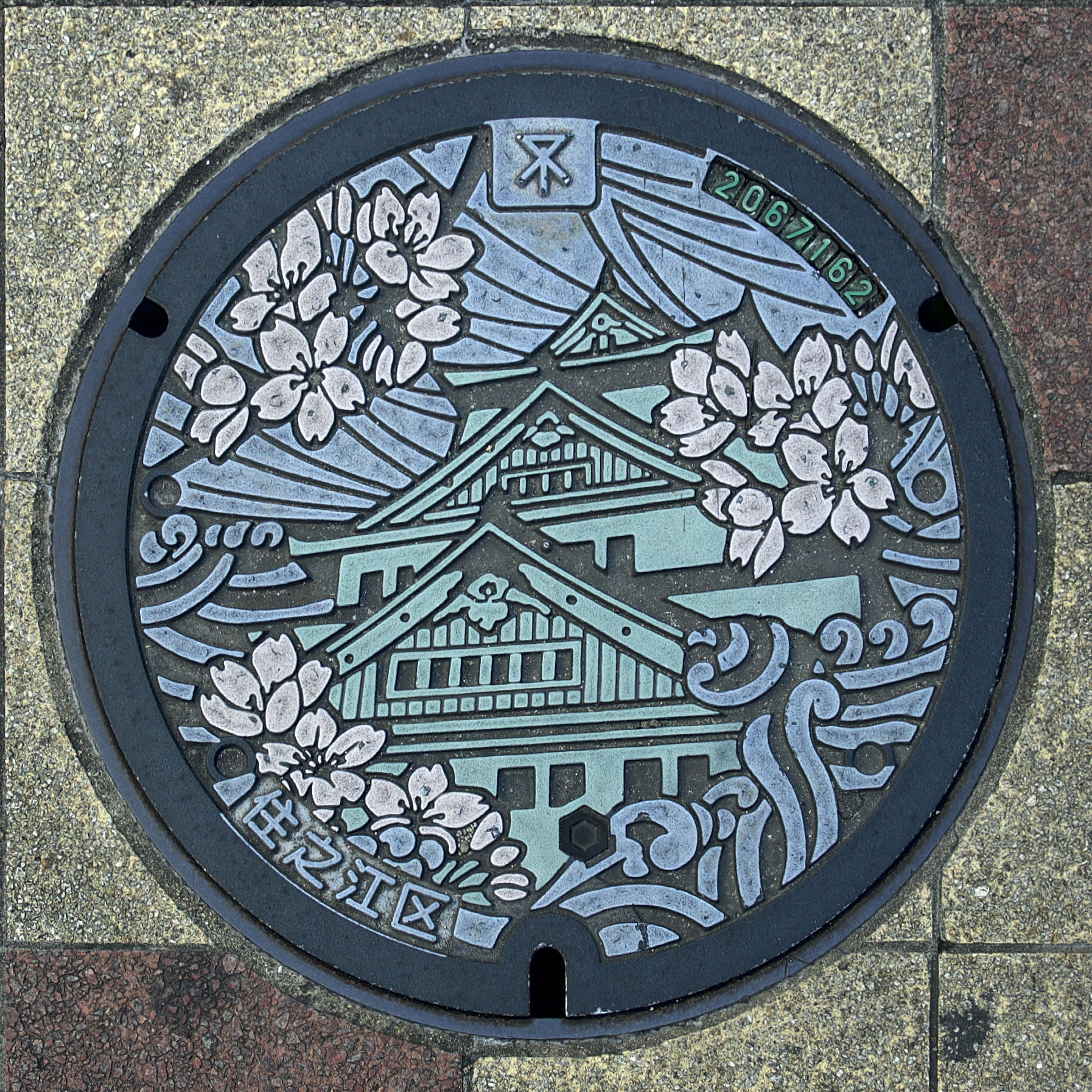
Люк в Осаке, Япония

## Устройство колодцев
Смотровой колодец состоит из рабочего помещения, шахты и крышки.

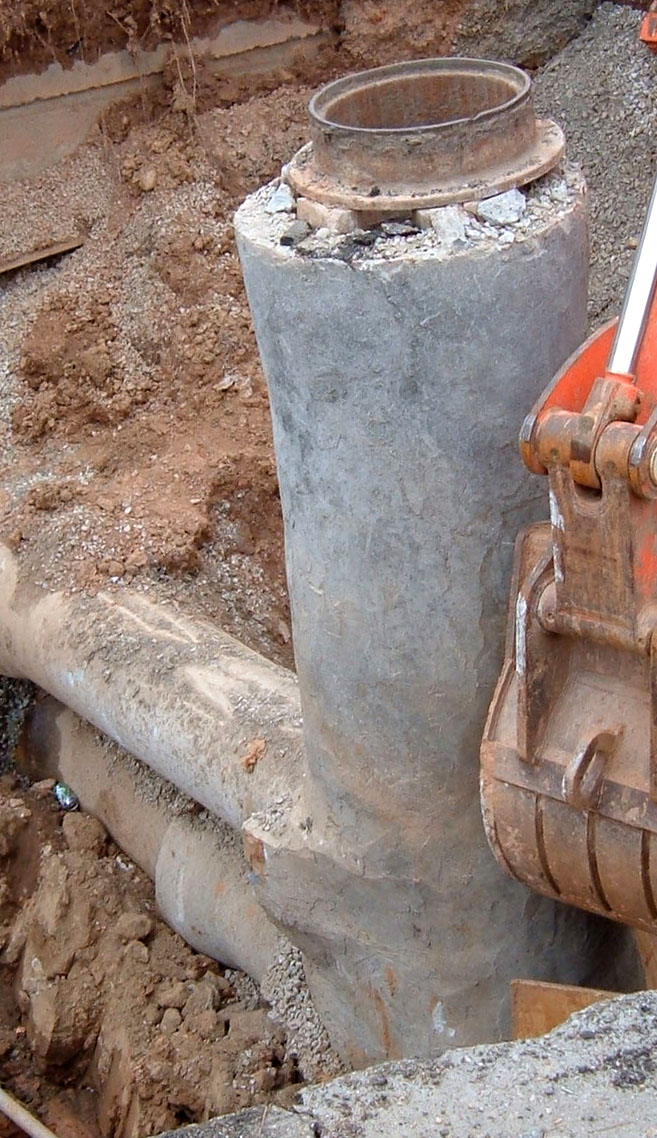

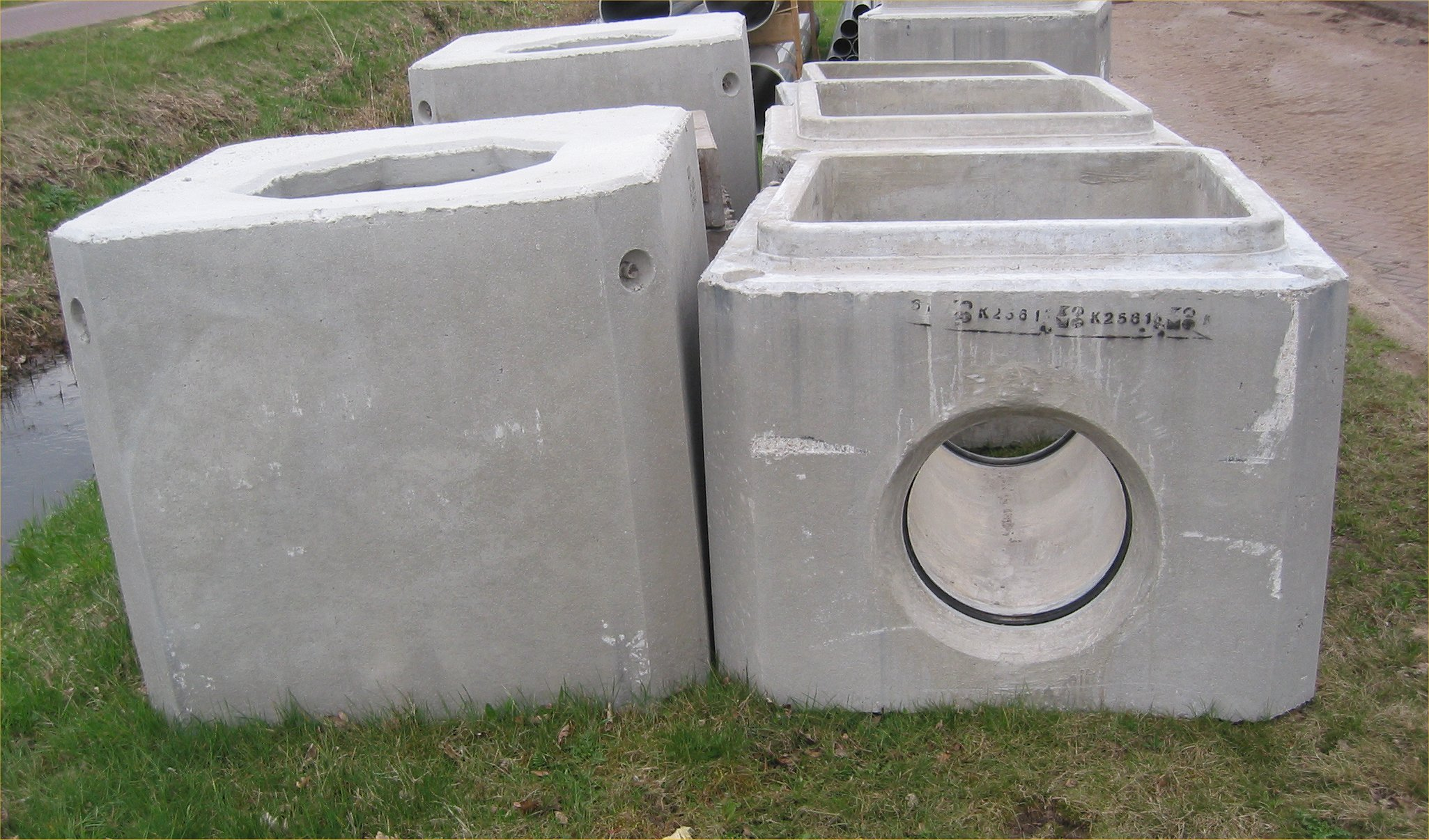

Устройство рабочего помещения зависит от типа подземных коммуникаций. Размеры его выбираются исходя из требований по обслуживанию соответствующих коммуникаций. Глубина расположения — в зависимости от глубины их залегания. Обычно высота рабочего помещения составляет 1,8 м.
Шахта — обычно круглая, длина зависит от глубины расположения рабочего помещения, диаметр — 0,7 м. Шахта чаще может быть собрана из кирпича или отлита из бетона. Имеет лестницу для спуска рабочего.
Крышка закрывает канализационный люк, для предотвращения попадания посторонних объектов в систему, а также для предотвращения несчастных случаев. Обычно крышка круглой формы — для того, чтобы при любом положении крышка не могла провалиться в люк. Изготавливается обычно из чугуна, иногда частично из бетона, должна быть большого веса для исключения возможности самопроизвольного открытия при интенсивном движении транспорта. Обычно крышка ребристая — для большей прочности люка и для сцепления автомобильных шин и подошв пешеходов с его поверхностью. Крышки бывают либо плоскими, либо выпуклыми в середине. Вогнутых крышек не бывает (в них бы собиралась и замерзала вода).
В колодцах кабельной канализации крышек обычно две: защитная и запорная. Запорная гораздо легче, изготовляется из стали и имеет замок для предотвращения проникновения посторонних лиц и кражи кабеля — располагается под защитной.
Канализационные люки используются для установки на колодцах подземных инженерных коммуникаций: тепловых, газовых, кабельных сетей, водопровода и канализации.
Предназначение канализационных люков — это защита колодца и водостока от повреждений, предотвращение попадания посторонних предметов, несанкционированного доступа, обеспечение движения пешеходов и автотранспорта, а также для доступа к подземным коммуникациям.
Канализационные люки различаются конструкцией, типом проходящих под ними коммуникаций (сточная, ливневая, кабельная (электрика, телефония), или трубопроводная канализации), также материалами для изготовления люков.

### Обозначения
Обозначения люков:
- В — водопровод;
- Г, ПГ — пожарный гидрант, пожарный гидрант подземный;
- К — бытовая и производственная канализации;
- Л — «люк», такую маркировку имеют универсальные крышки;
- Д — дождевая канализация;
- ГС — газовая сеть;
- ГТС, МТС — городская телефонная сеть;
- МГ — магистральный газопровод;
- Т — телефон (телефонная сеть);
- ТС, Т — теплосеть (теплопровод).

### Маркировка
Маркировка может быть в виде схематического рисунка обозначающие назначение люка. Например, рисунок в виде телефона — телефонный люк, в виде молнии — электротехнический люк.

## Классы нагрузок по ГОСТ 3634-2019
| Тип       | Наименование               | Нагрузка номинальная кН | Масса справочная, кг (серый чугун) | Масса справочная, кг (высокопрочный чугун) | Рекомендуемое место установки |
| --------- | -------------------------- | ----------------------- | ---------------------------------- | ------------------------------------------ | --- |
| ЛМ(А15)   | Лёгкий малогабаритный люк  | 15                      | 40                                 | 30                                         | Зона зелёных насаждений, пешеходная зона                                                                                         |
| Л(А15)    | Лёгкий люк                 | 15                      | 45                                 | 30                                         | Зона зелёных насаждений, пешеходная зона                                                                                         |
| ЛУ(А30)   | Лёгкий усиленный люк       | 30                      | 50                                 | 30                                         | Зона зелёных насаждений, пешеходная зона                                                                                         |
| С(В125)   | Средний люк                | 125                     | 70                                 | 45                                         | Автостоянки, тротуары и проезжая часть городских парков                                                                          |
| Т(С250)   | Тяжёлый люк                | 250                     | 105                                | 55                                         | Городские автомобильные дороги                                                                                                   |
| ТМ(Д400)  | Тяжёлый магистральный люк  | 400                     | 130                                | 65                                         | Магистральные дороги, АЗС |
| СТ(Е600)  | Сверхтяжёлый люк           | 600                     | 170                                | 80                                         | Дороги с интенсивным движением (аэродромы, доки, складские терминалы и прочие объекты с высокими нагрузками на дорожное покрытие |
| СТУ(Ф900) | Сверхтяжёлый усиленный люк | 900                     | -                                  | 100                                        | Зоны высоких нагрузок (аэродромы, объекты со сверхвысокими нагрузками на дорожное покрытие)                                      |

## Замок люков — устройство
Основная причина установки запирающего устройства на канализационные люки — хищение крышек люков для последующей перепродажи в качестве металлолома или несанкционированное проникновение посторонних лиц в колодцы и, как следствие, кража коммуникационного оборудования, кабелей и т. д.
В 1990-е и 2000-е годы в странах СНГ было украдено с целью сдачи в металлолом большое количество чугунных и стальных люков, а также решёток ливневой канализации. Так, в феврале 2010 года в Харькове на Салтовке только за одну ночь с применением техники было украдено более 50 чугунных люков, а в Киеве в 2009 году украли 1300 люков.
Также может быть нарушена технология монтажа, что вызывает неплотное прилегание крышки к корпусу и, как следствие, её выпадение, проворачивание или разрушение. Это может стать причиной возникновения дорожно-транспортного происшествия.
На рынке представлено несколько вариантов конструкции люков с запорным механизмом. Один из них предусматривает запорное устройство на второй (промежуточной) крышке люка, в то время как основная крышка остается без изменений.
Например: В колодцах кабельной канализации крышек обычно две: защитная и запорная. Запорная гораздо легче, изготовляется из стали и имеет замок для предотвращения проникновения посторонних лиц и кражи кабеля — располагается под защитной.
Устройство запорного решения также может быть выполнено в нескольких вариантах:
- Вариант 1 — запорный механизм выполнен в виде флажкового соединения между крышкой люка и корпусом. Замок имеет секрет.
- Вариант 2 — замок изготовлен по принципу резьбового соединения крышки и корпуса люка. Болт имеет секрет.
- Вариант 3 — принцип работы замка — распорный механизм — установленный на крышке и при закрытии блокирует корпус и крышку.

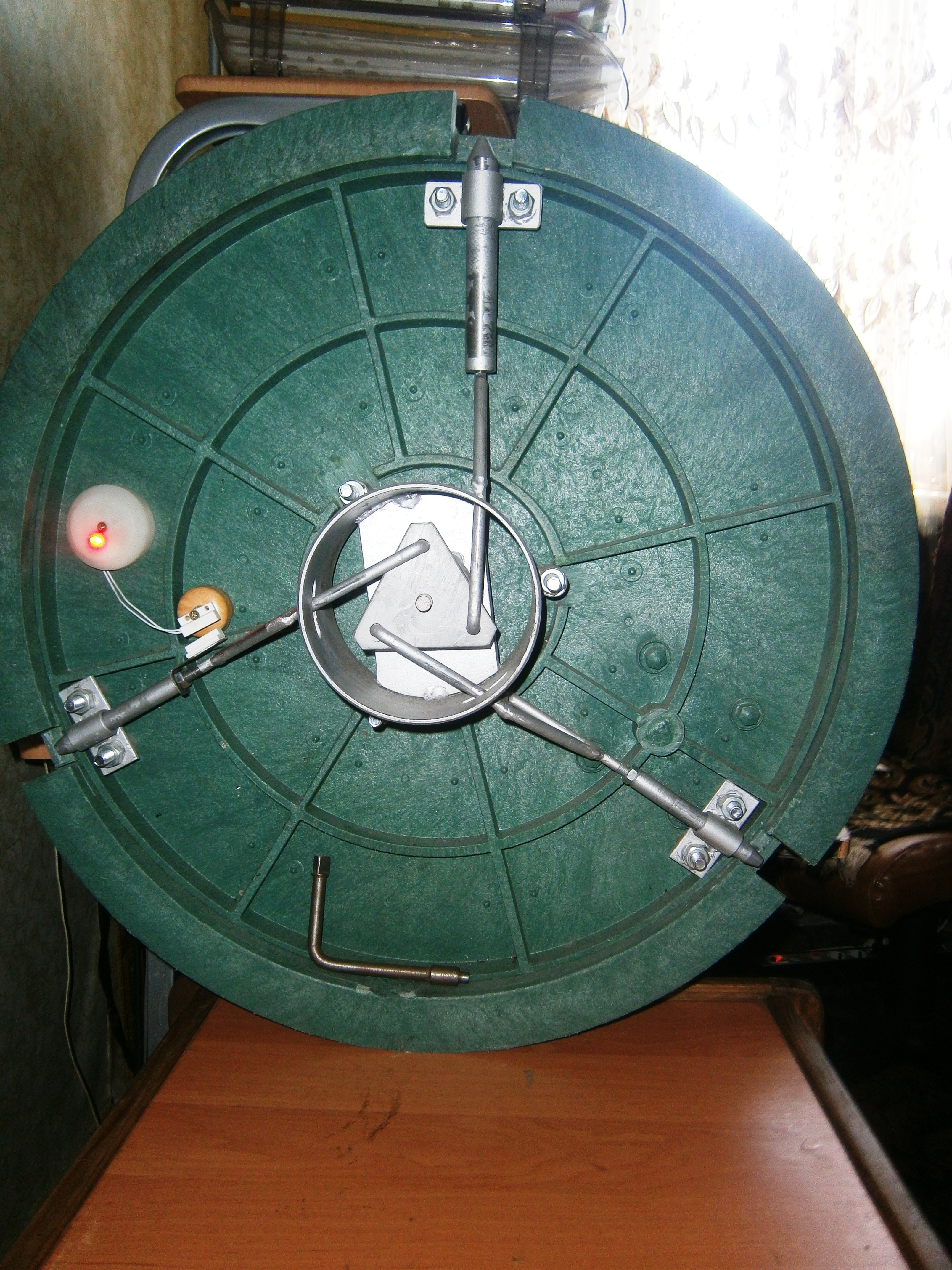

- Вариант 4 — принцип работы замка — крабовый механизм, имеющий от 2 до 6 лучей — устанавливается на люке колодца и при закрытии блокирует люк и корпус.

Некоторые производители предлагают люки, которые, помимо запорного механизма, имеют шарнирное крепление крышки к корпусу.

## Материалы для изготовления люков
Основные материалы для изготовления современных канализационных люков:
- серый чугун, высокопрочный чугун;
- пластик;
- композитная смесь;
- полимер-песчаная смесь;
- резина;
- бетонная смесь, железобетон.

Традиционный материал для изготовления люков — чугун. Чугунные люки прочны, надёжны, долговечны, устойчивы к воздействию агрессивных сред. Однако крышки чугунных люков довольно часто становятся объектом хищения.

### Чугунные люки
Преимущества:
- большие нагрузки до 90 тонн,

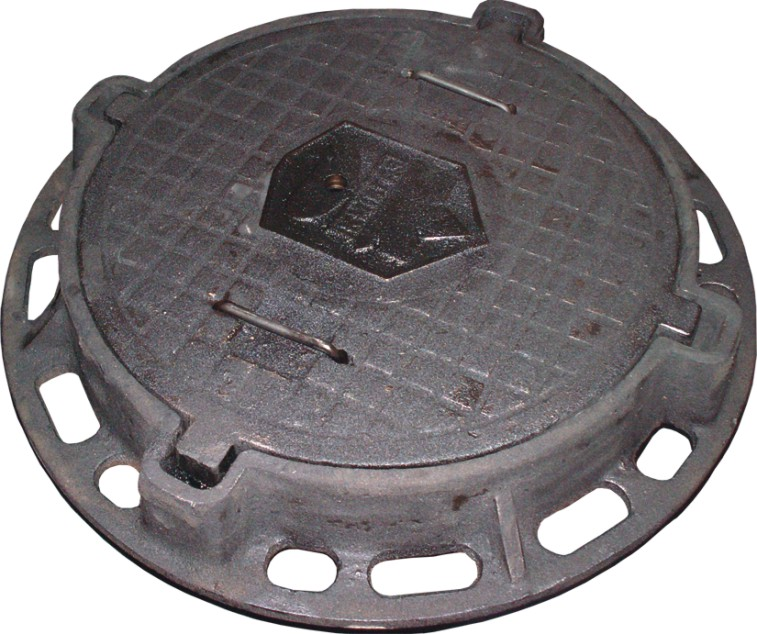
Люк канализационный газовый типа «ДУ-500»

- большой срок эксплуатации (долговечность),
- устойчивость к перепаду температур.

Недостатки:
- большой вес,
- высокая стоимость,
- подвержен хищениям,
- возможность возникновения искры.

Как альтернатива чугунным люкам, используются полимерные, полимерно-композитные люки, резиновые, бетонные, пластиковые, композитные.
Люки из пластмасс обретают популярность с каждым годом, они отличаются своей долговечностью, экологичностью (переработка вторичных пластмасс), низкой стоимостью. Люки из пластмасс устанавливаются в зоне зелёных насаждений, на тротуарах и пешеходных дорожках (кроме автодорог и автострад).

### Пластиковые люки
Пластиковый люк предназначен для установки в сетях водопровода, канализации, тепло- и газоснабжения, местах, не предназначенных для проезда грузового транспорта (тротуары, газоны).
Преимущества:
- небольшой вес,
- большой срок эксплуатации (долговечность),
- устойчивость к перепаду температур,
- различная цветовая гамма, устойчивость к потере цвета,
- невысокая цена по сравнению с чугунными люками,
- безопасность (нет возникновения искр),
- невозможность сдать в пункты приёма металлов (хищение).

Недостатки:
- невозможность использовать на автодорогах (небольшие нагрузки).
- использование в качестве бытового топлива вместо дров (хищение).

Новый материал для люков — композит (премикс).
По составу это термореактивный материал, основные элементы — полиэфирные смолы, стекловолокно, порошкообразный наполнитель, состоящий из кальцита, и другие добавки.
Изделия изготавливают методом горячего прессования при 100 градусах.
Стандартная конфигурация:
- Диаметр крышки (без выступов) — 760 мм
- Диаметр основания — 840 мм
- Высота изделия в сборе — 70 мм
- Материал корпуса (обоймы) и крышки — ПП (РР) — полипропилен; ПЭ (РЕ) — полиэтилен высокой плотности
- Допустимая нагрузка — 0,5 тонны
- Масса основания (обоймы) — 3,5 кг
- Масса крышки — 7,5 кг
- Срок службы — не менее 20 лет
- ГОСТ 3634-89, ISO 9000, 9001

Подлежит вторичной переработке.
В конструкции предусмотрены водоотводящие каналы, отсекающие поток дождевых вод от попадания внутрь колодца.

### Композитные люки
Преимущества:
- небольшой вес,
- удобная конструкция (петля, замок),
- большие механические нагрузки (40 тонн),
- большой срок эксплуатации (долговечность),
- устойчивость к перепаду температур,
- различная цветовая гамма, устойчивость к потере цвета,
- химически стоек,
- стоек к ультрафиолету,
- морозоустойчив, трудногорюч (принудительное горение),
- невысокая цена по сравнению с чугунными люками,
- безопасность (возникновение искр),
- невозможность сдать в пункты приёма металлов (хищение).

Недостатки:
- относительно высокая цена по сравнению с пластиковыми люками и другими люками.

### Полимерно-композитные люки
Люки изготовлены из полимерно-композитной (полимер-песчаной) смеси методом горячего прессования и предназначены для установки на смотровые колодцы в пешеходной зоне и зоне зелёных насаждений.
Основные преимущества и недостатки полимер-песчаных люков:
Полимерно-песчаные люки производятся из сухого (это обязательно) песка и пластика (ПВД и ПНД) в соотношении 70 % на 30 %. Так же при смешивании добавляется пигмент, благодаря которому люку можно придать любой цвет.
Преимущества:
- небольшой вес,
- большой срок эксплуатации (долговечность),
- устойчивость к перепаду температур,
- различная цветовая гамма, устойчивость к потере цвета,
- самая низкая цена,
- безопасность (возникновение искр),
- невозможность сдать в пункты приема металлов (хищение),
- устойчивы к агрессивной среде — не ржавеют,
- стоек к воздействию агрессивных сред (кислоты, соли, щёлочи, нефтепродукты и т. п.),
- достаточно непрочный материал (70 % песка).

Недостатки:
- невозможность использовать на автодорогах (небольшие нагрузки),
- в жаркую погоду становятся вязкими (к примеру, остаются следы от женских каблуков).

## На сегодняшний день люки производятся согласно данным ГОСТам, и тех. условиям
— Люки канализационные: EN 124-1994, ГОСТ 3634-2019, ДСТУ Б В.2.5-26:2005. 

— Люки чугунные телефонные: ГОСТ 8591-76. 

— Дождеприёмники: ДК тип «Т» ГОСТ 26008-83, ДБ-1 ГОСТ 26008-83 решётка.

## Крышка люка
Крышка, закрывающая люк, предотвращает попадание посторонних предметов.
Неисправная или неаккуратно закрытая крышка канализационного люка может повлечь заползание любопытных детей и подростков в канализационные люки (они могут там упасть с лестницы, задохнуться, заблудиться и т. д.), падение рассеянных прохожих (в том числе разговаривающих по мобильному телефону) в канализационные люки (чревато переломами ног и даже смертельным исходом при достаточно глубоком люке), а на автодороге — серьёзные повреждения колёс и подвески автомобиля в случае наезда на незакрытый канализационный люк. В случае проведения работ на подземных коммуникациях канализационный люк должен быть огорожен и обозначен предупреждающими знаками.

## Люки и безопасность в повседневной жизни

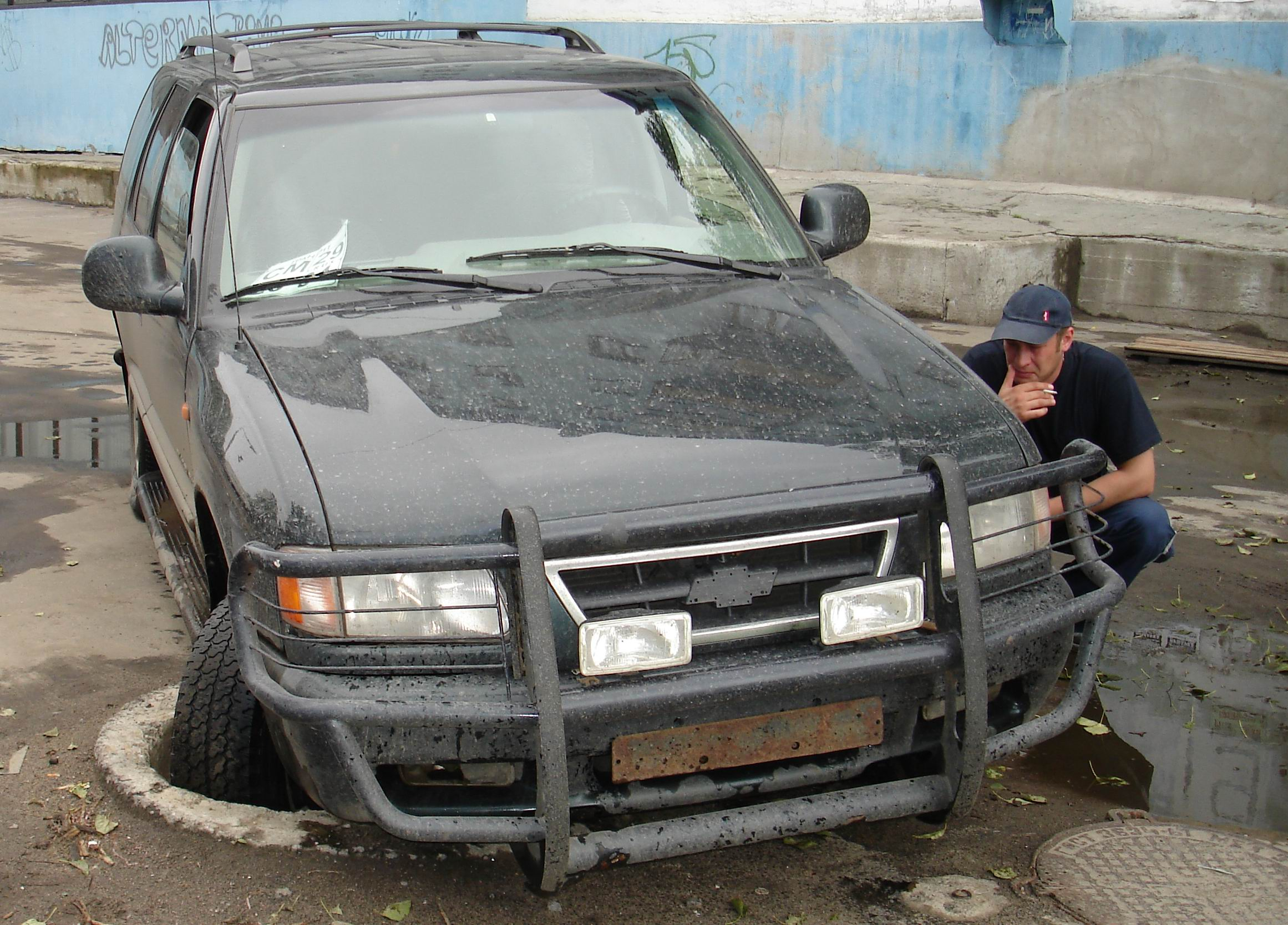
Машина, наехавшая колесом
на открытый люк

Опасность провалиться в канализационный люк относится к категории бед, о которых человека предупреждают с детства (другие подобные опасности связаны со стоянием на краю платформы в метро, прислонением к раздвижным дверям вагона, засовыванием карандашей в нос или рот, подстриганием ресниц ножницами, курением в постели и т. д.) Но несмотря на эти предупреждения, подобные случаи нередки. Это может быть вызвано как рассеянностью, так и отвлечением на набор sms или разговоры по мобильному телефону. Большое количество краж крышек люков только усугубляет данную ситуацию.
Отсутствие крышки на канализационном люке может повлечь залезание в них любопытных детей и подростков (они могут там упасть с лестницы, задохнуться, заблудиться и т. д.). Падение в люк чревато переломами ног и даже смертельным исходом при достаточной глубине люка.
Зачастую такие случаи обыгрываются в кинофильмах, в особенности комедийных (см., например, новеллу «Наваждение» в фильме Операция «Ы» и другие приключения Шурика). Незадачливые герои кинокомедий не только проваливаются в люк (при этом часто падая прямо на голову водопроводчика), но ещё и умудряются попасть под машину, пытаясь вылезти из люка посреди проезжей части.
Не меньшую опасность представляют открытые люки на автодороге. Наезд автомобиля на незакрытый люк влечет за собой серьёзные повреждения колёс и подвески, а также очень опасные аварии (вплоть до летального исхода водителя) — для мотоциклов или велосипедов.

Памятник водопроводчику
в Омске

## Интересные факты
- Часто старые люки, особенно на проезжей части, невозможно открыть обычным способом (поддеть). В таком случае к ним сверху приваривают металлическую арматуру (которую после открытия обрезают), либо высверливают небольшое отверстие в люке и заводят снизу крюк. Многие крышки современных люков (кроме линий связи) имеют фабричное отверстие, благодаря которому люк можно открыть с помощью крюка. Новые крышки в России также часто имеют две прорези по бокам. Но, поскольку в них заливается вода, отверстия делаются только в канализационных, водопроводных, дренажных и ливнёвых люках; их запрещено делать в люках кабельной связи, электрических сетей и телефонной сети.
- Самые опасные — колодцы ливнёвки, канализации и водопровода (глубина до семи метров) с торчащими арматурой и трубами. В Воронеже глубина смотровых люков ливнёвки доходит до 10 метров.
- Канализационные люки в городе Чапаевске Самарской области называются «патерками» или «патернами».
- Канализационные люки в городе Рыбинске Ярославской области называются «коверами».